# Adelphicos
Adelphicos – rodzaj węży z podrodziny ślimaczarzy (Dipsadinae) w obrębie rodziny połozowatych (Colubridae).

## Rozmieszczenie geograficzne
Rodzaj obejmuje gatunki występujące w Meksyku, Belize, Gwatemali, Hondurasie i Nikaragui.

## Systematyka
Rodzaj zdefiniował w 1862 roku włoski herpetolog i botanik Giorgio Jan w artykule zatytułowanym Systematyczne wyliczenie gatunków wężowatych z grupy Calamaridae, opublikowanym w czasopiśmie „Archivio per la Zoologia, l’Anatomia e la Fisiologia”. Gatunkiem typowym jest (oznaczenie monotypowe) A. quadrivirgatum.

### Etymologia
- Adelphicos: gr. αδελφικος adelphikos ‘bratni, braterski‘, od αδελφος adelphos ‘brat’[1][4].
- Rhegnops: gr. ῥηγνυω rhēgnuō ‘łamać, rozbijać’[5]; ωψ ōps, ωπος ōpos ‘wygląd, oblicze’[6]. Gatunek typowy (oznaczenie monotypowe): Rhegnops visoninus Cope, 1866.

### Podział systematyczny
Do rodzaju należą następujące gatunki: 
- Adelphicos daryi Campbell & Ford, 1982
- Adelphicos ibarrorum Campbell & Brodie, 1988
- Adelphicos latifasciatum Lynch & H.M. Smith, 1966
- Adelphicos newmanorum Taylor, 1950
- Adelphicos nigrilatum H.M. Smith, 1942
- Adelphicos quadrivirgatum Jan, 1862
- Adelphicos sargii (Fischer, 1885)
- Adelphicos veraepacis Stuart, 1941
- Adelphicos visoninum (Cope, 1866)